# Kurt Wurbs
Kurt Wurbs (geboren 10. September 1891 in Breslau; gestorben 15. April 1980 in Bremen) war ein deutscher Journalist und Politiker (SPD). 

## Leben
Kurt Wurbs besuchte das Gymnasium in Breslau und machte eine Malerlehre. Er wurde 1909 Mitglied der SPD. Wurbs studierte Kunst und Kunstgeschichte. 1913/14 durchlief er ein Volontariat bei der Leipziger Volkszeitung. Wurbs war von 1914 bis 1918 Soldat im Ersten Weltkrieg. Nach Kriegsende arbeitete er ab 1919 als Redakteur der Schweriner Zeitung Das Freie Wort. Wurbs wurde in dieser Zeit zum Abgeordneten der SPD in den ersten Landtag von Mecklenburg-Schwerin gewählt.
1921 ging er nach Bochum und war dort bis 1928 Redakteur beim Volksblatt. Er wechselte dann zur sozialdemokratisch orientierten Schleswig-Holsteinischen Volks-Zeitung (VZ) nach Kiel. 
Im März 1932 behauptete Wurbs in der Zeitung, Hitler bereite einen Bürgerkrieg vor. Die NSDAP erwirkte beim Amtsgericht Kiel eine einstweilige Verfügung auf Unterlassung der Behauptung gegen die Zeitung und ihren Chefredakteur. Der Kieler Rechtsanwalt Wilhelm Spiegel vertrat Wurbs vor Gericht und wies auf den zunehmenden Terror der NSDAP hin. Hitler hingegen gab eine eidesstattliche Erklärung zu seiner Friedfertigkeit ab, so dass die einstweilige Verfügung gegen die VZ bestehen blieb. In der Hauptverhandlung, zu der Spiegel Hitler persönlich vorladen wollte, erschien Ernst Röhm als dessen Vertreter und behauptete die Friedfertigkeit der NSDAP. Das Gericht folgte der Argumentation der Nationalsozialisten, und es blieb bei der Unterlassungsverfügung.
Nach der Machtübergabe an die Nationalsozialisten 1933 floh Wurbs nach Dänemark und konnte dort nach 1940 untertauchen. Wilhelm Spiegel hingegen wurde am 12. März 1933 in Kiel ermordet.
Wurbs kehrte 1947 aus Dänemark nach Deutschland zurück und arbeitete als Redakteur für verschiedene Tageszeitungen.

## Schriften
- Volkswirtschaftliche Grundbegriffe : Unter Berücksichtigung der Aufgaben der Betriebsräte. Ein Leitfaden für Unterrichtskurse. Bochum : Hansmann, 1919